# Only You (And You Alone)
"Only You (And You Alone)" (muitas vezes abreviado para "Only You") é uma canção pop composta por Buck Ram. Foi gravado com sucesso por The Platters, com vocais de Tony Williams, em 1955.
A primeira gravação da música, feita na Federal Records, por Williams e The Platters, em 20 de maio de 1954, não foi a público (somente em novembro de 1955 a Federal Records distribuiu a gravação original - com "You Made Me Cry" como lado B) com vendas fraquíssimas). Depois de ser regravada, em 26 de abril de 1955, com o grupo já na Mercury Records, a canção foi um enorme sucesso quando foi lançada em 3 de julho de 1955. "Only You" deteve a posição número um posição nas paradas dos EUA de R & B por sete semanas, e bateu o número cinco na Billboard Hot 100;  permanecendo lá por 30 semanas. Quando a faixa do The Platters, "The Great Pretender" (que eventualmente superou o sucesso de "Only You"), foi lançada no Reino Unido como primeira apresentação na Europa do The Platters, "Only You" foi incluída no reverso. No filme Rock Around the Clock de 1956, The Platters participou com as duas músicas, "Only You" e "The Great Pretender".

## Versão de Ringo Starr
Em 1974, Ringo Starr gravou esta canção para seu álbum Goodnight Vienna por sugestão de John Lennon, e tornou-se número de seis dos hit na parada pop dos EUA e chegou a número um na parada romântica no início de 1975. . Lennon toca guitarra acústica na faixa, e gravou um guia vocal que foi mantido pelo produtor Richard Perry.